# 多田貞綱
多田 貞綱（ただ さだつな）は、南北朝時代の武将。南朝に属した。官職は木工助。

## 出自
詳しい系譜は不明であるが摂津源氏の流れを汲む多田氏の一族であるとされる。

## 略歴
建武元年（1334年）4月に北畠顕家に従い陸奥国多賀城に下る。その後、南部師行・工藤貞行らと共に北条氏残党討伐のため津軽地方に派遣され没収地を南部氏に預けた（『南部氏文書』）。同4年（1337年）、顕家の命を受け春日顕国と共に下野国小山城を攻める（『茂木文書』）。その後顕家の再上洛に従い、顕家の死後は北畠顕信のもと再び奥州に下向している。
その子孫は津軽地方に残り、唐牛館主の多田氏（唐牛氏）や三ッ目内館の館主多田玄蕃もその末裔といわれている。